# Královo Pole
Královo Pole (niem. Königsfeld) – miejska i katastralna części Brna, o powierzchni 549,73 ha. Leży na terenie gminy katastralnej Brno-Královo Pole.